# توبرامایسین
توبرامایسین (به انگلیسی: TOBRAMYCIN)
رده درمانی: آمینوگلیکوزیدها
اشکال دارویی: آمپول

## مکانیسم اثر
مانند سایر آمینوگلیکوزیدها است.

## موارد مصرف
توبرامایسین از جنتامایسین بر روی پسودوموناس آئروژینوزا کمی‌موثرتر است. توبرامایسین در سپتی سمی و سپسیس نوزادان، مننژیت و سایر عفونتهای CNS، عفونت مجاری صفراوی، پیلونفریت حاد یا التهاب عفونی حاد پروستات مصرف می‌شود.

## متابولیسم دارو
این دارو از طریق تزریقی مصرف می‌شود.

## عوارض جانبی
آسیب بخش حلزونی گوش، مسمومیت برگشت‌پذیر کلیه، نارسایی حاد کلیه، به ندرت کاهش منیزیم خون به‌ویژه در مصرف طولانی‌مدت و کولیت پسودوممبران از عوارض‌احتمالی این دارو هستند.

## تداخلات دارویی
تداخلات دارویی توبرامایسین قالبا به صورت افزایش و یا کاهش دادن اثر سایر داروهای خود را نشان میدهد. مهمترین تداخلات داویی توبرامایسین شامل موارد زیر است:
- داروهای شل کننده عضلات
- داروهای بیهوشی
- آسیکلوویر
- باسیتراسین
- ونکومایسین
- سیس پلاتین ( داروی شیمی درمانی )
- فروزماید
- سولفاسپورین ها نظیر سفازولین
- کاپرئومایسین